# Френдшип (Арканзас)
Френдшип (енгл. Friendship) град је у америчкој савезној држави Арканзас.

## Демографија
По попису из 2010. године број становника је 176, што је 30 (-14,6%) становника мање него 2000. године.
| Група             | 2000.       | 2010.       |
| Белци             | 202 (98,1%) | 171 (97,2%) |
| Афроамериканци    | 0 (0,0%)    | 4 (2,3%)    |
| Азијати           | 0 (0,0%)    | 0 (0,0%)    |
| Хиспаноамериканци | 3 (1,5%)    | 1 (0,6%)    |
| Укупно            | 206         | 176         |